# Habsburg–Lotaringiai Miksa Jenő főherceg
Habsburg–Lotaringiai Miksa Jenő (ismert még mint Ausztriai Miksa Jenő, németül: Erzherzog Maximilian Eugen von Österreich; Bécs, Ausztria–Magyarország, 1895. április 13. – Nizza, Negyedik Francia Köztársaság, 1952. január 19.), a Habsburg–Lotaringiai-házból származó osztrák főherceg, Ottó Ferenc és Szászországi Mária Jozefa főhercegné második gyermeke, egyben I. Károly osztrák császár és magyar király egyetlen öccse.

## Élete

### Származása
Miksa Jenő főherceg édesapja Ottó Ferenc főherceg (1865–1906) volt, Károly Lajos főherceg (1833–1896) és Mária Annunciáta nápoly–szicíliai királyi hercegnő (1842–1871) második fia, Ferenc Ferdinánd trónörökös (1863–1914) öccse, I. Ferenc József császár unokaöccse.
Édesanyja a Wettin-dinasztiából származó Mária Jozefa szász királyi hercegnő (1867–1944) volt, I. György szász király és Mária Anna portugál infánsnő (1843–1884) leánya.
Ketten voltak testvérek:
- Károly Ferenc főherceg (1887–1922), a későbbi I. Károly osztrák császár, IV. Károly néven magyar és III. Károly néven cseh király, 1916–18-ig az Osztrák–Magyar Monarchia utolsó uralkodója, aki 1911-ben Zita Bourbon–pármai hercegnőt (1892–1989) vette feleségül, a későbbi császárnét és királynét.
- Miksa Jenő főherceg (1895–1952).

Apja, a „szép Ottó” főherceg mulatozó, kicsapongó életet élt. Mélyen vallásos feleségét, gyermekeinek anyját apácának gúnyolta. Mária Jozefa igyekezett gyermekeit szigorú, erkölcsös nevelésben részesíteni, és távol tartani őket tivornyázó apjuk példájától.
20 éves korában, 1915-ben felvették az Aranygyapjas rend tagjai közé. Az első világháborúban katonai szolgálatot teljesített, 1916 novemberében azonban, amikor I. Ferenc József halálával bátyja, Károly lett az uralkodó, őt is hazarendelték Bécsbe.

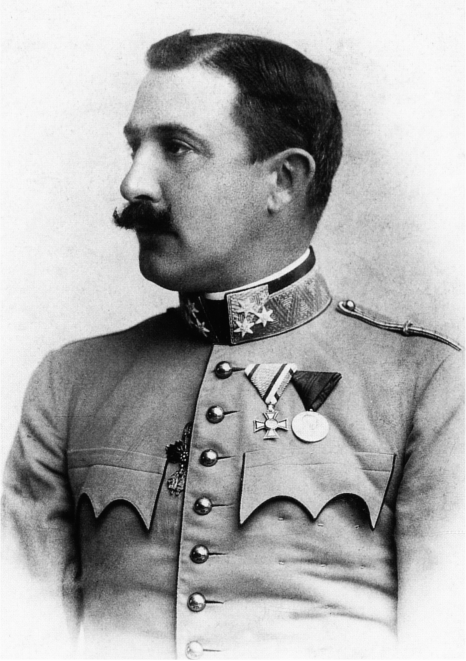
Apja, Ottó főherceg
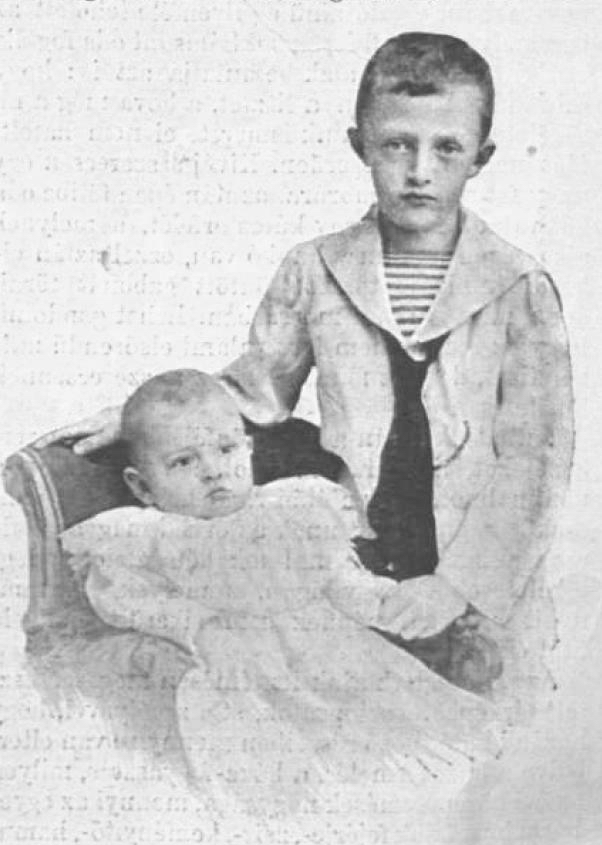
Károly és Miksa
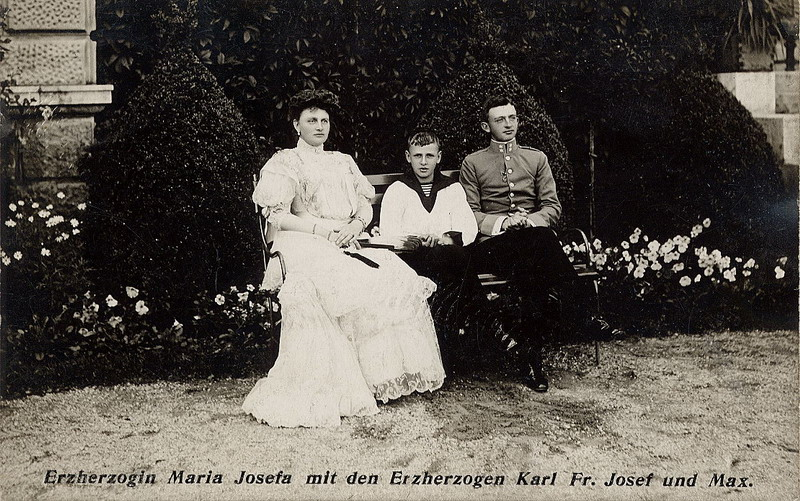
Édesanyjával és bátyjával, Károllyal, 1910 k.
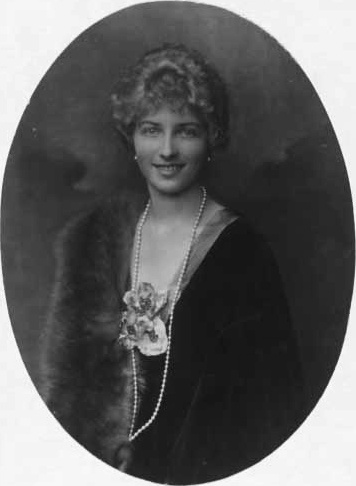
Felesége, Franziska zu Hohenlohe-Waldenburg-Schillingsfürst

### Házassága
1917. november 27-én az alsó-ausztriai laxenburgi kastélyban feleségül vette Franziska Maria Anna zu Hohenlohe-Waldenburg-Schillingsfürst hercegnőt (1897–1989), Konrad zu Hohenlohe-Waldenburg-Schillingsfürst herceg és Franziska von Schönborn-Buchheim grófnő egyetlen leányát. Két fiuk született, az első még Bécsben, a második már a Monarchia széthullása után, Münchenben:
- Ferdinánd főherceg (Ferdinand Karl Maximilian von Habsburg-Lothringen) (1918–2004),[2] aki 1956-ban Helene zu Törring-Jettenbach grófnőt (* 1937)[3] vette feleségül.
- Henrik főherceg (Heinrich Karl Maria von Habsburg-Lothringen) (1925-2014),[4] aki 1961-ben Ludmilla von Galen grófnőt (* 1939)[5] vette feleségül.

### Emigrációban
A Monarchia széthullása után a főherceg elutasította az I. Osztrák Köztársaság Habsburg-törvényét, a család elhagyta Ausztriát. Bajorországban (Münchenben és a Starnbergi-tónál), és Franciaországban éltek. Miksa Jenő főherceg felvette a Wernberg grófja álnevet, ezt használták az emigrációban. Elvégezte a jogi egyetemet, jogi doktorátust szerzett.
Felesége, Franciska főhercegnő, „Wernberg grófné”, az utolsó osztrák császár sógornője, akit a müncheni úri társaságban „Erzfanny”-nak is becéztek, elegáns divatszalont nyitott Münchenben, segítve családjának biztos megélhetését és fiainak taníttatását. Franciska főhercegné olykor „Ratibor és Corvey grófnéja” néven is szerepelt. Fiai a Kyburg grófja álnevet vették fel.
Miksa Jenő főherceg 1952-ben hunyt el Nizzában, 56 éves korában.
Felesége, Franciska főhercegné, „Wernberg grófné” 1989 tavaszán visszatért Ausztriába, hogy részt vegyen elhunyt sógornője, Zita császárné bécsi temetésén. 1989 júliusában hunyt el Anifban (Salzburg tartomány), 92 éves korában. Az ottani temetőben nyugszik.

## Külső hivatkozások
- Családi adatai.[halott link]
- Életrajzi, családi adatai
- Családi, életrajzi adatai
- Fényképe 1916-ból.
- Fényképe 1916-ból.
- Rövid életrajza

## Lásd még
- de:Franziska Prinzessin zu Hohenlohe-Waldenburg-Schillingsfürst